# Paganini műveinek listája

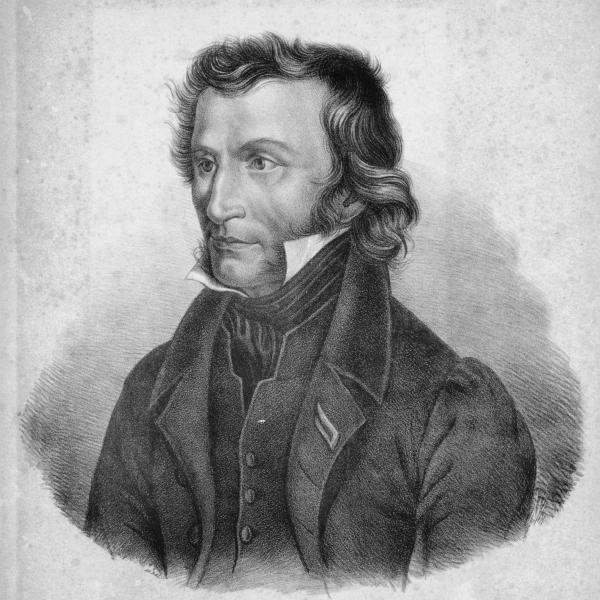
Niccolò Paganini

Niccolò Paganini összes művét az M.S. katalógus listázza, melyet 1982-ben állított össze Genovában Maria Morretti és Anna Sorrento. A műveket 12 osztályba csoportosították. Ezek az alábbiak:

## Concertók
- MS75 – e-moll concerto No. 6 vagy No. 0: Risoluto, Adagio, Rondò ossia Polonese
- MS21 – D-dúr concerto No. 1: Allegro maestoso, Adagio expressivo, Rondò – Allegro spiritoso
- MS48 – h-moll concerto No.2: Allegro maestoso, Adagio, Rondò – Andantino, Allegretto moderato
- MS50 – E-dúr concerto No. 3: Introduzione – Andante, Allegro marziale, Adagio, Polacca – Andantino, Trio
- MS60 – d-moll concerto No. 4: Allegro maestoso, Adagio flebile (con sentimento), Rondò – Andantino ameno
- MS78 – a-moll concerto No. 5: Allegro maestoso, Andante, un poco sostenuto, Rondò – Andantino, allegretto, Trio

## Hegedű és zenekar
- MS49 – Balletto Campestre: Andante maestoso, Tema – Andantino comodo, Variazioni 1–49 (variációk)
- MS59 – Il Carnevale di Venezia: Adagio, Canzonetta – Andantino, Variazioni I–XII, Finale (variációk)
- MS56 – God Save the King: Tema – Andantino sostenuto, Variazione I: Un poco più mosso, spiritoso, Variazione II: A terzine con qualità di dolcezza, Variazione III: Lento, Variazione IV: Vivace, Variazione V: A Eco – Larghetto, dolce, Variazione VI: Finale – Presto, energicamente (variációk)
- MS51 – Maestosa Sonata Sentimentale: Introduzione – Maestoso, Recitativo, Allegro agitato, Inno – Andante Larghetto cantabile, Variazione I, Variazione II: Più mosso, Variazione III: Più lento, Variazione IV: Vivace (variációk az osztrák nemzeti himnuszra)
- MS79 –  Marie Luisa: Adagio, Polonese variata – Andantino, Variazione I, Variazione II: Minore, Variazione III: Maggiore, Finale (szonáta)
- MS72 – Moto Perpetuo: Allegro vivace
- MS5 – Napoleon: Introduzione – Adagio, Larghetto, Andantino variato, Variazioni I–III, Finale (szonáta)
- MS22 – Non più mesta: Adagio cantabile, Moderato (Thema), Variazioni I–IV, Finale – Allegro (variációk Rossini áriájához)
- MS77 – I Palpiti: Larghetto cantabile, Recitativo (con grande espressione), Andantino, Variazione I, Variazione II: Un poco più lento , Variazione III: Quasi presto(variációk a Tancredi Di tanti palpiti áriájára)
- MS18 – Polacca: Adagio, Polacca, Variazione I, Variazione II, Variazione III, Variazione IV: Maggiore (variációk)
- MS73 – La Primavera: Introduzione – Andante sostenuto, Larghetto cantabile – Amoroso, Variazione a modo di Trillo, Recitativo – Allegro moderato, Tema gentile – Andante, Variazione I, Variazione II, Variazione III: Minore, Variazione IV: Maggiore – Allegro, Finale e Coda – Più presto (variációk)
- MS23 – Sonata a Preghiera: Maestoso (Recitativo – Moderato), Allegro molto, Preghiera – Andante, Tema variato, Più moto – Minore, Finale – Allegro(variációk a Mózes egyik áriájára)
- MS66 – Sonata movimento perpetuo: Larghetto con passione, Perpetuela – Allegro vivace
- MS57 – Sonata Varsavia: Introduzione – Allegro, Recitativo, Tema Polacco – Andantino, Variazione I, Variazione II, Variazione III, Variazione IV, Variazione V: Minore, Variazione VI: Maggiore, Variazione VII, Finale (variációk egy mazurkára)
- MS47 – Sonata con variazioni: Adagio, Tema – Andante moderato, Variazione I, Variazione II, Variazione III: Più mosso, Variazione IV: Più mosso, Variazione V: Primo tempo, Presto (variációk a Pria ch'io l'impegno áriára Weigl L'amor marinaro operájából)
- MS19 – Le Streghe: Introduzione – Maestoso, Larghetto, Tema – Andante, Variazioni I–III, Finale – Allegretto (variációk Franz Xaver Süßmayr Il noce di Benevento balettjának egy betétdalára)
- MS76 – Tarantella: Presto

## Zenekari művek
- MS67 – Le Couvent du Mont Saint Bernard: Andante sonnolento, Pendule – Larghetto, Minuetto – Moderato, l’Aurora – Lento, Maestoso con due variazioni, Rondò
- MS65 – Larghetto, Allegro moderato
- MS80 – Sonata per la Grand Viola: Introduzione – Larghetto, Recitativo, Cantabile – Andante sostenuto, Tema – Andantino, Variazione I, Variazione II: Minore – Più lento, Variazione III

## Hegedűszólók
- MS25 – 24 capriccio
- MS68 – Caprice d'Adieu: Allegro moderato
- MS44 – Nel cor piu non mi sento (variációk Paisiello La bella molinara Nel cor piu non mi sento című dalára)
- MS81 – Inno patriottico
- MS6 – Merveille de Paganini (szonáta)
- MS83 – Szonáta
- MS82 – Tema variato
- MS80 – Valcer

## Gitárszólók
- MS86 – Allegretto a-mollban
- MS90 – Allegretto A-dúrban
- MS91 – Allegretto a-mollban
- MS88 – Andantino G-dúrban
- MS89 – Andantino C-dúrban
- MS97 – Andantino C-dúrban
- MS99 – Andantino G-dúrban
- MS102 – Andantino f-mollban
- MS43 – 43 Ghiribizzi
- MS103 – Marcia A-dúrban
- MS105 – Marziale (con Trio)
- MS94 – Rondoncino
- MS98 – Sinfonia della Lodovisia
- MS84 – 37 szonáta
- MS87 – E-dúr szonáta
- MS104 – A-dűr szonáta
- MS85 – 5 sonatina
- MS101 – F-dúr trió
- MS92 – C-dúr valcer
- MS96 – E-dúr valcer
- MS100 – C-dúr valcer

## Mandolin
- MS106 – Minuetto E-dúrban
- MS16 – Serenata: Larghetto, Andantino
- MS14 – Serenata per Rovene: Arietta – Introduzione – Largo, Andante sostenuto, Andantino brillante

## Hegedű és gitár
- MS71 – Barucaba variációk: Tema – Maestoso, Variazioni 1–60
- MS45 – Cantabile és valcer: Cantabile – Quasi adagio, Valtz, Minore
- MS1 – Carmagnola variációk: Largo, Allegro – Tema, Variazioni 1–14
- MS112 – 18 Centone di sonate
- MS110 – Hat kettős (eredetileg Quattro sonatine)
- MS111 – Duetto amoroso
- MS8 – Entrata d'Adone nella reggia di Venere: Sostenuto, Andantino
- MS9 – Lucca-szonáták
- MS10 – Lucca-szonáták
- MS11 – Lucca-szonáták
- MS12 – Lucca-szonáták
- MS13 – Lucca-szonáták
- MS133 – Lucca-szonáták
- MS134 – Lucca-szonáták
- MS26 – Szonáták
- MS27 – Szonáták

## Hegedű és zongora
- MS109 – D-dúr cantabile

## Hegedű és fagott
- MS103 – 3 concertante hegedűre és fagottra

## Gitár és hegedű
- MS3 – Grand sonata: Allegro risoluto, Romance – Più tosto Largo, Amorosamente, Andantino Variato, Scherzando, Variazioni I–VI
- MS2 – Sonata concertata: Allegro spiritoso, Adagio – assai espressivo, Rondeau – Allegretto con brio, scherzando

## Gitár tercettek és kvartettek
- MS28 – Kvartett No. 1 a-mollban hegedűre, brácsára, csellóra és gitárra
- MS29 – Kvartett No. 2 C-dúrban hegedűre, brácsára, csellóra és gitárra
- MS30 – Kvartett No. 3 a-mollban hegedűre, brácsára, csellóra és gitárra
- MS31 – Kvartett No. 4 D-dúrban hegedűre, brácsára, csellóra és gitárra
- MS32 – Kvartett No. 5 C-dúrban hegedűre, brácsára, csellóra és gitárra
- MS33 – Kvartett No. 6 d-mollban hegedűre, brácsára, csellóra és gitárra
- MS94 – Kvartett No. 7 E-dúrban hegedűre, brácsára, csellóra és gitárra
- MS35 – Kvartett No. 8 A-dúrban hegedűre, brácsára, csellóra és gitárra
- MS36 – Kvartett No. 9 D-dúrban hegedűre, brácsára, csellóra és gitárra
- MS37 – Kvartett No. 10 F-dúrban hegedűre, brácsára, csellóra és gitárra
- MS38 – Kvartett No. 11 B-dúrban hegedűre, brácsára, csellóra és gitárra
- MS39 – Kvartett No. 12 a-mollban hegedűre, brácsára, csellóra és gitárra
- MS40 – Kvartett No. 13 F-dúrban hegedűre, brácsára, csellóra és gitárra
- MS41 – Kvartett No. 14 A-dúrban  hegedűre, brácsára, csellóra és gitárra
- MS42 – Kvartett No. 15 a-mollban hegedűre, brácsára, csellóra és gitárra
- MS115 – F-dúr szerenád két hegedűre és gitárra
- MS17 – c-moll szerenád brácsára, csellóra és gitárra
- MS116 – a-moll tercett két hegedűre és gitárra
- MS69 – D-dúr tercett hegedűre, csellóra és gitárra
- MS114 – D-dúr tercett brácsára, csellóra és gitárra

## Szólók
- MS4 – Divertimenti Carnevaleschi két hegedűre és csellóra

Minuetto
6 Alessandrine
2 Perigordino:
4 Valzer:
Scozzese
6 Inglesi
3 Concertante
- MS117 – In cuor più non mi sento: Introduzione – Andante sostenuto, Tema – Amoroso, Variazioni I–VIII
- MS15 – 4 noktürn két hegedűre, brácsára és csellóra
- MS20 – 3 kvartett két hegedűre, brácsára és csellóra

## Katalogizálatlan művek
- Bravura variációk hegedűre és gitárra
- A-dúr szonáta